# Tandslet Transformatormuseum
Tandslet Transformatormuseum, et af Danmarks allermindste museer, er indrettet i et transformatortårn mellem Over Tandslet og Neder Tandslet på Als.
Tårnet er opført i 1922 som den såkaldte 'kirketårnstype' muret i røde tegl og præget af gotiske stiltræk efter standardtegninger fra ingeniørfirmaet Eriksen og Sardemann i Aarhus.
Museet blev indrettet i 2002, men først landskendt, da nordmanden Roger Pihl i 2008 udgav bogen Tandslet Transformatormuseum. Danmarks mindste museum, der med museet som udgangspunkt, reflekterer over elektricitetens historie og Sønderjyllands genforening med Danmark.
Det 7 m² store museum er reelt en feltstation under Industrimuseum Slesvig; der er ingen faste åbningstider, men nøglen til museet kan lånes i lægehuset nær Tandslet Kirke.

## Galleri
- Skilt på døren
- Skilt foran museet
- Lem og hovedafbryder på siden
- Betjeningshåndtag på siden